# Chaetodon guentheri
Espèce
Statut de conservation UICN

 LC  : Préoccupation mineure
Chaetodon guentheri est une espèce de poissons appartenant à la famille des Chaetodontidae.